# シド・シーザー
シド・シーザー（Sid Caesar, 1922年9月8日 - 2014年2月12日）は、アメリカ合衆国ニューヨーク州生まれの俳優、声優、コメディアンである。

## 来歴
1922年、ニューヨーク州ヨンカーズで生まれる。1939年に高校を卒業したが、当時は世界恐慌の真っ只中であり、シーザーは家を出てニューヨーク市へ移る。当初は文無しながらもミュージシャンになるべく努力を重ねて、音楽家のユニオンに加入。ミュージシャンとしてベニー・グッドマンなどの巨匠と共演したこともある。
その後、その陽気な人柄とユーモアに長けたジョークのセンスを買われ、自身のショーのあいだにスタンダップコメディを披露。多くの賞賛を得た。1943年にはフローレンス・レヴィと結婚する。
戦後、シーザーはブロードウェイデビューも果たし、テレビ番組などにも出演し始める。1946年、『Tars and Spars』映画デビュー。1950年代には『Your Show of Shows』『Caesar's Hour』などのバラエティショー番組に主演し、人気を不動のものにする。その後も引き続きミュージシャン、コメディアン、そして俳優として活躍を続けた。
1952年と1957年にエミー賞を受賞しており、ノミネートだけでも8回受けている。その功績を称えられ、ハリウッドにあるハリウッド・ウォーク・オブ・フェームにもその名を刻まれている。
2014年2月12日、ビバリーヒルズの自宅で死去した。91歳没。

## 出演作品

### 映画
- Tars and Spars (1946)
- The Guilt of Janet Ames (1947)
- おかしなおかしなおかしな世界 It's a Mad Mad Mad Mad World (1963)
- 間抜けなマフィア The Busy Body (1967)
- プレイラブ48章 A Guide for the Married Man (1967)
- 幽霊たちの餐宴 The Spirit Is Willing (1967)
- エアポート'75 Airport 1975 (1974)
- メル・ブルックスのサイレント・ムービー Silent Movie (1976)
- グリース Grease (1978)
- 名探偵再登場 The Cheap Detective (1978)
- 天才悪魔フー・マンチュー The Fiendish Plot of Dr. Fu Manchu (1980)
- メル・ブルックス/珍説世界史PARTI History of the World: Part I (1981)
- グリース2 Grease 2 (1982)
- 黄昏のブルックリン・ブリッジ Over the Brooklyn Bridge (1984)
- キャノンボール2 Cannonball Run II (1984)
- ドタバタ映画狂病院 Stoogemania (1986)
- ベガス・バケーション Vegas Vacation (1997)

### テレビドラマ
- 恐怖!蜘蛛の巣連続殺人 Curse of the Black Widow (1977)
- エアプレーン超高層ビル激突 Flight to Holocaust (1977)
- 世にも不思議なアメージング・ストーリー Amazing Stories (1985)
- 不思議の国のアリス Alice in Wonderland (1985)
- 愛は沈黙を越えて Love is Never Silent (1985)
- フリーダム・ファイター Freedom Fighter (1988)

### テレビアニメ
- Intergalactic Thanksgiving (1979)
- Thanksgiving in the Land of Oz (1980)

### テレビ番組
- ユア・ショウ・オブ・ショウズ Your Show of Shows （1950-1954）
- シーザーズ・アワー Caesar's Hour （1954-1957）
- サタデー・ナイト・ライブ Saturday Night Live (1983)